# U-92 (1942)
U-92 – niemiecki okręt podwodny typu VII C z okresu II wojny światowej. Okręt wszedł do służby w 1942.

## Historia
W czasie II wojny światowej odbył 9 patroli bojowych, spędzając na  morzu 401 dni. Zatopił 2 statki o łącznej pojemności 17.612 BRT i amerykański  okręt desantowy USS LST-327; uszkodził jeden statek o pojemności 9.348 BRT. 
Podczas ataku na konwój ON-166 w składzie „wilczego stada” Knappen, 21 lutego 1943 storpedował i uszkodził brytyjski statek pasażersko-towarowy „Empire Trader”, który następnego dnia został porzucony przez załogę (po nieudanej próbie odholowania, a następnie dobicia ogniem z działa kanadyjskiej korwety HMCS „Dauphin”). Następnego dnia 22 lutego 1943 U-92 uszkodził dwoma torpedami norweski statek przetwórnię wielorybniczą „N.T. Nielsen Alonso” (zginęło 3 członków załogi). Statek ten został następnie uszkodzony torpedą także przez U-753, po czym dobity torpedą przez polski niszczyciel ORP „Burza”.
U-92 został uszkodzony 5 października 1944 roku w porcie w Bergen podczas amerykańskiego nalotu. Wycofany ze służby 12 października 1944 roku. Pocięty na złom na przełomie 1944/1945 roku.

## Przebieg służby
- 03.03.1942 – 31.08.1942 – 5. Flotylla U-bootów w  Kilonii (szkolenie)
- 01.09.1942 – 12.10.1944 – 9. Flotylla U-bootów w Breście (okręt bojowy)
- 05.10.1944 – uszkodzony podczas nalotu
- 12.10.1944 – wycofany ze służby, złomowany

Dowódcy:

03.03.1942 – ??.08.1943 – Kapitanleutnant (kapitan marynarki) Adolf Oelrich

??.08.1943 – 27.06.1944 – Kapitanleutnant (kapitan marynarki) Horst-Thilo Queck

28.06.1944 – 12.10.1944 – Kapitanleutnant (kapitan marynarki) Wilhelm Brauel